# Brandon Ross
Brandon K. Ross (* 1955 in New Brunswick, New Jersey) ist ein US-amerikanischer Jazzmusiker (Gitarre, auch Gesang, Komposition) und Songwriter.

## Leben und Wirken
Brandon Ross ist der Sohn des Posaunisten Candy Ross, der u. a. bei Benny Carter und Sy Oliver spielte. Mit vier Jahren begann er, Posaune und andere Blasinstrumente zu spielen; er sang auch Sopran im Christ Episcopal Church Choir von New Brunswick. Als er elf Jahre alt war, kaufte er seine erste Gitarre; in der Folge wurde die Gitarre sein Hauptinstrument. Als Musiker ist er weitgehend Autodidakt.
Erste Aufnahmen entstanden in den 1970er-Jahren mit Archie Shepp (There's a Trumpet in My Soul) und Marion Brown. 1978 bildete er mit Steve Reid und David Wertman  das New Life Trio (Visions of the Third Eye). In den folgenden  Jahren arbeitete er mit Archie Shepps Attica Blues Big Band, Oliver Lake, Pheeroan akLaff, Leroy Jenkins, Butch Morris (Current Trends in Racism in Modern America) und in der Band Cold Sweat (Plays J.B., 1988).
Zu Ross’ eigenen Projekten gehörte das Trio Harriet Tubman mit dem Bassisten Melvin Gibbs und dem Schlagzeuger J. T. Lewis, das 1998 gegründet wurde; das nach der historischen Fluchthelferin benannte Trio veröffentlichte (bis 2019) fünf Alben, darunter eine Live-CD auf John Zorns Avant-Label in Japan. Ross leitete auch die Band For Living Lovers, ein akustisches Duo mit dem Bassgitarristen Stomu Takeishi, das 2014 ein erstes Album Revealing Essence auf Sunnyside Records vorlegte. Er arbeitete außerdem mit der Mezzosopranistin Alicia Hall Moran in der Formation AiR und leitete weitere experimentelle Ensembles wie Brandon Ross’ Pendulum, Phantom Station und Another Plane. Er spielte ferner mit dem Gitarristen Doug Wieselman, dem Trompeter Ron Miles (Laughing Barrel, 2003) und dem Sounddesigner Hardedge als DarkMatterHalo-Trio.
Ross wurde als Gitarrist und Arrangeur von Cassandra Wilson einem größeren Publikum bekannt. Im Laufe seiner Karriere arbeitete Ross u. a. auch mit Jazz- und Fusionmusikern wie Lizz Wright, Arto Lindsay, John Lurie und den Lounge Lizards, Bill Frisell, Bill Laswell, Moreno Veloso, Muhal Richard Abrams, Don Byron, Marcus Rojas, Kip Hanrahan, Geri Allen und Charles Burnham. Ross war Mitglied verschiedener Ensembles, etwa von Henry Threadgill (Spirit of Nuff...Nuff, Where’s Your Cup?), Myra Melford, Rob Reddy, Ron Miles und Wadada Leo Smith. Im Bereich des Jazz war er laut Tom Lord zwischen 1975 und 2018 an 90 Aufnahmesessions beteiligt.

## Diskographische Hinweise
- Costume (Intoxicate Records, 2004)
- Puppet (Intoxicate Records, 2006)
- Harriet Tubman: Araminta (Sunnyside, 2016), mit Wadada Leo Smith, Melvin Gibbs, J.T. Lewis
- Harriet Tubman: The Terror End of Beauty (Sunnyside, 2019)
- Brandon Ross, Warren Benbow & Charles Burnham: Brearth of Air (2022)
- Off the End  (2024)